# 一彩
一彩（いっさい、1997年3月20日 - ）は、日本の太鼓パフォーマー・作曲家・振付師。神奈川県生まれ。

## 人物
父の影響で1歳半より太鼓を叩き始め、8歳で横浜都筑太鼓に入団。2014年に退団するまで中心メンバーとして数々のイベントに出演。
同時に4歳から劇団テアトルアカデミーに所属し、子役として映画や「ヨドバシカメラ」等のテレビCMをはじめ、TVドラマ「鈴木先生」やバラエティ「グッド・ティーチャー」などに多数出演した。
13歳から15歳までジャニーズJr.研修生として、事務所先輩の公演にバックダンサーとして参加し、「第62回NHK紅白歌合戦」にも出演した。
プロデビュー前より、宮城スタジアム『FIFAサッカーU-20 Women's World Cup Japan 2012』公式開会式、新日本プロレス『Wrestle Kingdom 8 in 東京ドーム 2014』、ロンドン五輪・日本選手団壮行イベント2012（代々木第一体育館）、台湾のアイドル「Ken Chu（F4）」来日公演（東京国際フォーラム A）などに出演している。

## 参加作品
2014年
- 【ももいろクローバーZ／夏のバカ騒ぎ～桃神祭～in日産スタジアム&エコパスタジアム】に和楽器隊《ヒダノ修一社中》メンバーとして出演。
- 3月 - ヒダノ修一と共に、台湾・韓国をツアー。

2015年
- 9月 《日韓国交正常化50年記念式典 inソウル》に、ミッキー吉野、高橋ゲタ夫、八木のぶお、ヒダノ修一らと共に出演。
- 11月 《ヒダノ修一&太鼓マスターズ 2015／中米メキシコ 5ヶ国ツアー》に参加し、ヒップホップ・アニメーションダンスを取り入れたオリジナルの太鼓パフォーマンスに喝采が起きた。
- 11・12月 【ARASHI LIVE TOUR 2015 japonism】全国5大ドームツアーに和楽器隊として参加。

2016年
- 2月 日本政府の要請でウィーンのIAEA（国際原子力機関）主催の舞踏会オープニングセレモニーに、ヒダノ修一with太鼓マスターズとして出演。世界100ヶ国以上、4500人の政府関係者やVIPに『衝撃的なパフォーマンス』と絶賛される。
- 4月-8月 【ARASHI Japonism Show in ARENA 2016】全国アリーナツアーに、和楽器隊として参加。
- 8月 NHK教育「にっぽんの芸能／和楽器フロンティア」に太鼓マスターズとして出演。ケニアで開催のアフリカ開発会議（TICAD VI）会期中に行われた内閣総理大臣主催晩餐会に日本政府の依頼で出演。アフリカ大陸35ヶ国の大統領が出席する中で記念演奏を行なった。
- 11月 NHK特番「ももクロ和楽器レボリューションZ」に出演し、ももいろクローバーZの百田夏菜子に太鼓を指導。同月「ももいろクローバーZ・アメリカ横断ウルトラライブ in NewYork/PlayStationtheater」公演に、唯一のミュージシャンとして参加。
- NHK放送90周年大河ファンタジー『精霊の守り人』OPテーマのレコーディングに太鼓で参加。
- 映画『真田十勇士』で、劇中の太鼓シーンの振付・録音を担当。

2017年
- 映画「帝一の國」にて、メディアで話題となった劇中の”ふんどし太鼓シーン”の作曲・振付・指導を和太鼓彩のメンバーとして担当し、エキストラとして出演。

2018年
- 太鼓屋鼓響（成田店・鎌倉店）と「Amazon.co.jp」にてシグネチャーモデルバチが発売開始。
- 7月-9月 【遊助祭2018「和」〜あの・・わ なんですケド。〜】にて遊助（上地雄輔）に太鼓セットを指導。
- 9月 GYAOにて配信の「ハロプロのモノホン!」に出演し、モーニング娘。'18に和太鼓彩のメンバーとして太鼓を指導、コラボパフォーマンスも行った。
- 11月 チベット仏教最高指導者ダライ・ラマ法王14世の御前演奏を行う。

2019年
- 12月 【和太鼓グループ彩 -sai-】を卒業。

現在
- ソリストとして活動する他、3人組太鼓パフォーマンスユニット【打音's TOP↗↗↗】のリーダーや、【ヒダノ修一 with 太鼓マスターズ】のサポートメンバーとして活動をしている。作曲・振付・指導でも高い評価を得ている。